# Ferme en treillis
 (novembre 2018).
Améliorez-le ou discutez des points à vérifier. 
La ferme en treillis se constitue d'un arbalétrier, d'un entrait, de montants et de traverses inclinées. Cette ferme est une traverse très rigide.
Les montants sont verticaux, ils reprennent la majeure partie des efforts de compression pour les transmettre aux entraits. Les traverses inclinées sont conçues pour reprendre des efforts en traction.
Les arbalétriers subissent principalement des efforts de cisaillement liés aux charges des pannes et à de la compression liée à l'inclinaison des barres.